# ISO 13485
La norme ISO 13485 précise les exigences des systèmes de management de la qualité (SMQ) pour l'industrie des dispositifs médicaux.
Elle s'appuie sur les exigences de la norme plus générale ISO 9001:2015, dans le contexte de cette industrie.
L'intitulé exact de l'ISO 13485:2016 est Dispositifs médicaux -- Systèmes de management de la qualité -- Exigences à des fins réglementaires.
Pour obtenir la certification ISO 13485, une société doit faire appel à un organisme certificateur qui établira avec elle, sur la base de la norme, les procédures à mettre en œuvre pour garantir la sécurité et la qualité des produits ou services qu'elle commercialise, depuis la conception jusqu'au recyclage.
La certification ISO 13485 n'est pas obligatoire pour commercialiser des produits médicaux et n'est pas un garant absolu de leur qualité ou de leur sécurité. Toutefois, elle donne l'indication que la société suit une procédure reconnue par un organisme indépendant qui l'audite régulièrement. La certification simplifie également le marquage CE des produits commercialisés par une société, notamment en permettant des auto-certifications internes régis par les procédures mises en place.
Différents aspects à mettre en œuvre concernent :
- le respect des exigences réglementaires ;
- la maîtrise des procédés spéciaux ;
- l'analyse du risque au long du développement des produits ;
- les essais cliniques et le suivi à long terme de ces essais ;
- l'organisation de la matériovigilance ;
- la maîtrise de la traçabilité de la configuration de chaque dispositif médical livré.

## Versions
La version en vigueur ISO 13485:2016 est parue en février 2016. Historiquement, il s'agissait de la Norme EN 46001, remplacée en 1996 par la première version de l'ISO 13485, laquelle avait subi une première modification en 2003. 
Par rapport à cette version de 2003, il n'y a aucune modification dans le corps de la norme. Ce sont les annexes ZA, ZB et ZC qui expliquent de manière plus explicite l'obligation pour les dispositifs médicaux de se conformer également aux exigences réglementaires (directives 90/385 (modifiée par 2007/47), 93/42, 98/79).

## Historique
| Année | Description |
| ----- | --- |
| 1993  | EN 46001 est née en Europe sous le titre « Systèmes de qualité. Dispositifs médicaux. Exigences particulières pour l'application de la norme EN ISO 9001 » qui sera la base du développement de l'ISO 13485. |
| 1996  | ISO 13485 (1re édition). |
| 2000  | EN ISO 13485, le Comité européen de normalisation (CEN) unifie la version européenne avec la version internationale en retirant la précédente EN 46001.                                                      |
| 2003  | ISO 13485 (2e édition). |
| 2012  | EN ISO 13485 Version européenne harmonisée par rapport aux trois directives européennes associées au secteur médical 93/42 / CEE, 98/79 / CE, 90/385 / CEE.                                                  |
| 2016  | ISO 13485 (3e édition). |